# Rondeletia polita
Rondeletia polita är en måreväxtart som beskrevs av August Heinrich Rudolf Grisebach. Rondeletia polita ingår i släktet Rondeletia och familjen måreväxter. Inga underarter finns listade i Catalogue of Life.